# Edmara Barbosa
Edmara Barbosa (São Paulo, 11 de novembro de 1960) é uma escritora e roteirista de telenovelas brasileiras.
Tem se destacado por adaptar para a Rede Globo antigos sucessos de seu pai, Benedito Ruy Barbosa. Entre seus trabalhos, estão as novas versões de Cabocla (2004), Sinhá Moça (2006) e Paraíso (2009).
Sinhá Moça (2006), sob direção de núcleo de Ricardo Waddington e direção geral de Rogério Gomes, foi a primeira telenovela brasileira indicada ao Prêmio Emmy Internacional 2007, na categoria de melhor série dramática. Com a repercussão positiva, a direção do Emmy criou, no ano seguinte, uma categoria de premiação voltada especialmente para telenovelas.
É mais velha dos quatro filhos do autor Benedito Ruy Barbosa e irmã de Edilene Barbosa.
É mãe do autor de telenovelas Bruno Luperi.

## Novelas
- 2024 - Renascer - Rede Globo - (colaboradora)
- 2022 - Pantanal - Rede Globo - (colaboradora)
- 2016 - Velho Chico - Rede Globo - (autora)
- 2014 - Meu Pedacinho de Chão - (colaboradora - reboot)[2][3]
- 2009 - Paraíso - Rede Globo - (autora - remake)
- 2006 - Sinhá Moça - Rede Globo - (autora - remake)
- 2005 - Mad Maria - Rede Globo - (colaboradora)
- 2004 - Cabocla - Rede Globo - (autora - remake)
- 2002 - Esperança - Rede Globo - (colaboradora)
- 1999 - Terra Nostra - Rede Globo - (colaboradora)
- 1996 - O Rei do Gado - Rede Globo - (colaboradora)
- 1993 - Renascer - Rede Globo - (colaboradora)
- 1989 - Vida Nova - Rede Globo - (pesquisadora)
- 1984 - Voltei pra Você - Rede Globo - (colaboradora)
- 1982 - O Tronco do Ipê - TV Cultura - (autora)
- 1981 - Fogo Frio - TV Cultura (adaptação da obra de Benedito Ruy Barbosa. Minissérie para o 'Teleconto')